# Französisch-reformierte Kirche (Königsberg)
Die Französisch-reformierte Kirche war eine Kirche in Königsberg. Sie stand an der Königsstraße Ecke Landhofmeisterstraße. 1733–1736 wurde sie von Joachim Ludwig Schultheiß von Unfriedt als ein längliches Zehneck für aus Frankreich geflohene Hugenotten gebaut. Der Turm an dem zierlichen Rokokobau blieb unvollendet. Die Kirche hatte einen fast quadratischen Mittelraum, der mit elliptischen, von Säulen getragenen Nebenschiffen umgeben war. Eine Orgel wurde 1739 eingebaut, wahrscheinlich durch Georg Sigismund Caspari. Das Instrument mit einem Manual und 15 Registern blieb weitgehend unverändert erhalten bis zur Zerstörung der Kirche 1944.
Die Predigten waren immer in französischer Sprache. Ihr Prediger La Canal und der Kommerzienrat Prin erreichten 1807 im Frieden von Tilsit eine Ermäßigung der Kriegstribution von 20 auf 12 Millionen Francs. Ab 1817 wurde jeden 4. Sonntag deutsch gepredigt; ab 1831 nur noch alle 4 Wochen französisch. 1847 sagte sich der Prediger Louis Guillaume Daniel Detroit auf der Kanzel vom Athanasianischen Bekenntnis los und wurde dafür 1852 abgesetzt. 

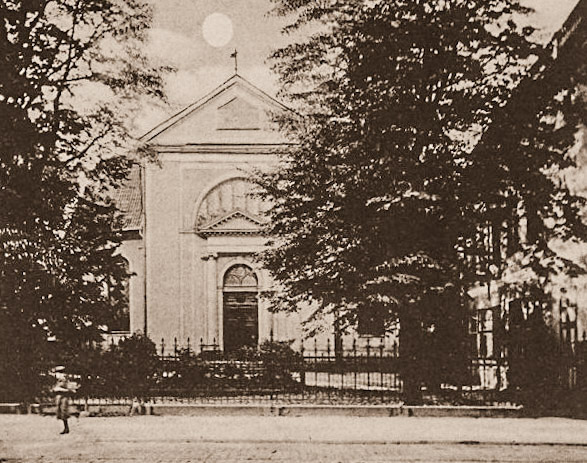
Die Französisch-reformierte Kirche 1912
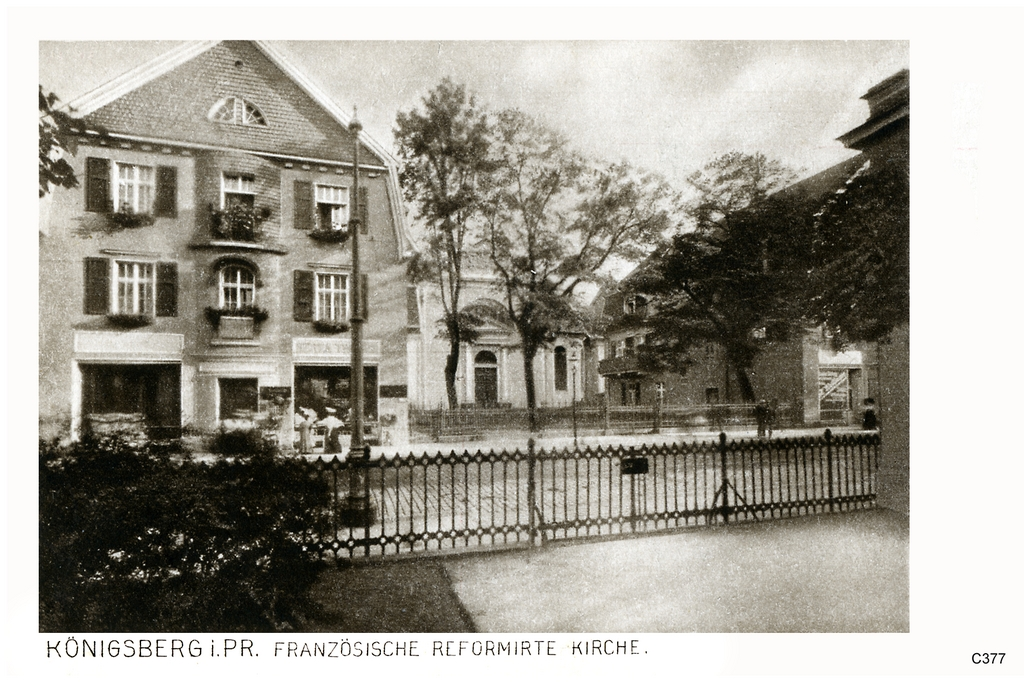
1919